# Joan Santacana Mestre
Joan Santacana Mestre (Calafell, 7 de diciembre de 1948) es un arqueólogo y profesor universitario e investigador en el campo de la museografía didáctica e interactiva.

## Biografía
Se licenció en Geografía e Historia en 1973 en la Universidad de Barcelona. Sus mentores fueron Joan Maluquer de Motes Nicolau y Miquel Tarradell Mateu, lo cual determinó que se especializara en Arqueología e Historia Antigua. En 1994 se doctoró en Pedagogía por la Universidad de Valladolid, con la primera tesis doctoral sobre didáctica del patrimonio que se defendía en España.
A lo largo de su trayectoria profesional ha combinado sus tareas en la enseñanza y la arqueología. Como profesor titular de Didáctica de las Ciencias Sociales en la Universidad de Barcelona, fue miembro fundador del grupo de innovación didáctica "Historia 13-16", que promovió la introducción en España del aprendizaje por método científico, el uso de fuentes primarias y secundarias en las aulas de Historia y fomentó que las editoriales aumentaran el contenido gráfico de los libros de texto. En cuanto a la arqueología, ha llevado a cabo trabajos de excavación como el del yacimiento de Aldovesta, junto a Joan Sanmartí Grego y Maite Mascort Roca. Fruto de este, publicaron la obra de investigación histórica “Los fenicios en Cataluña: nuevas aportaciones y ensayo de síntesis”, por la cual fueron galardonados con el premio Josep Puig y Cadafalch del Instituto de Estudios Catalanes al mejor trabajo de investigación sobre arqueología e historia antigua. También dirigió las excavaciones de la Ciudadela ibérica de Calafell y del Castillo de la Santa Cruz de Calafell. Posteriormente, diseñó y ejecutó el proyecto de reconstrucción de la Ciudadela Ibérica. Esta fue reconstruida mediante técnicas de arqueología experimental, el primer proyecto de estas características que se desarrollaba en España. También llevó a cabo la museización de este conjunto arqueológico con fines didácticos y recreativos, siendo la primera experiencia de reconstrucción hipotética y recreación museográfica de un yacimiento arqueológico que se hacía en los Países Catalanes. En el año 2015 dirigió el proyecto de reconstrucción en 3D de la Ciudadela Ibérica. En el campo de la museología, es responsable de numerosos proyectos de intervención a museos, centros de interpretación, conjuntos patrimoniales y yacimientos arqueológicos. Entre ellos destaca el proyecto museológico del Museo de Historia de Cataluña.
Su doble condición de arqueólogo y pedagogo le permitió plantear en 2005 las bases de la museografía didáctica en España, definida a partir de la publicación del primer tratado de esta disciplina en lengua española. Esta obra lo posicionó como referente teórico e impulsor en el campo de la museología en Cataluña y España. Más tarde, en 2010, publicó el primer manual sobre museografía interactiva. En los últimos años, sus investigaciones se centran en la museografía interactiva y el aprendizaje móvil (o m-learning).

## Obras publicadas
Su obra científica y divulgativa comprende más de 600 publicaciones. Entre las más citadas, encontramos:
- La evaluación de las “apps” en el patrimonio cultural (2018, con Mikel Asensio, Victoria López y Tánia Martínez)
- El patrimonio cultural inmaterial y su didáctica (2016, con Nayra Llonch)
- Manual de didáctica del objeto en el museo (2012, con Nayra Llonch)
- Museología crítica (2006, con F. Xavier Hernández)
- Museografía didáctica (2005, con Núria Serrat Antolí)
- Los Íberos norteños (2005, con Joan Sanmartí y Ramón Álvarez)
- Enseñar historia: notas para una didáctica renovadora (2001, con Joaquín Prats)
- El Poblado ibérico de Alorda Park: Calafell, Baix Penedès: campañas 1983-1988 (1992, con Joan Sanmartí)
- El Yacimiento protohistórico de Aldovesta (Benifallet) y el comercio fenicio arcaico en la Cataluña meridional (1991, con Maria Teresa Mascort y Joan Sanmartí)
- La excavación y restauración del castillo de la Santa Cruz (1986)
- Economía, sociedad y cambio en la Cataluña prehistórica (1980, con J.Rovira)

Así mismo, es autor de más de un centenar de artículos de revistas científicas en el ámbito de la arqueología, la museología y la didáctica. También es fundador y director de la colección de historia local "Libros de Matrícula", codirige la colección "Manuales de Museística, Patrimonio y Turismo Cultural" y es fundador y codirector de la revista científica Her&Mus. Heritage & Museography.